# Alfred Lucas
Alfred Lucas (né à Chorlton-upon-Medlock, district de Manchester en 1867 et mort à Louxor en Égypte en 1945) est un chimiste britannique qui travaille pour le Service des Antiquités égyptiennes entre 1923 et 1932.

## Biographie
Durant neuf saisons, il a travaillé en étroite collaboration avec Howard Carter, d'ailleurs présent lors de l'ouverture du tombeau en 1923, à la préservation du matériel funéraire de Toutânkhamon et à l'analyse des différents matériaux mis en lumière dans le tombeau. Il s'agit du premier cas d'intégration d'un chimiste dans une expédition archéologique. Carter avait en effet estimé que, sans mesures de préservation, seulement 10 % du matériel pourrait être exposé. Le travail de Lucas permit au contraire à presque tous les objets découverts, de traverser les ans et d'être exposés dans la collection Toutânkhamon du musée du Caire, en organisant sa sécurité, notamment durant la Seconde Guerre mondiale.
Il participe à de nombreuses autres fouilles après celle de Toutânkhamon et décède le 9 décembre 1945 à l'hôpital de Louxor, à l'âge de 78 ans, d'une défaillance cardiaque, bien loin donc de la malédiction du pharaon.